# Chon Kwon
Chon Kwon (...) è un ex calciatore nordcoreano. Nonostante la dura dittatura del paese è riuscito a giocare due partite nei mondiali del 2010.
La prima partita persero 2-1 ma il governo decise di trasmettere la partita successiva in tutto lo stato, ma vennero sconfitti la portogallo di Ronaldo 7-0 e la trasmissione venne chiusa a meta partita. Il regime disse comunque che la corea del nord aveva vinto ma in realtà l'allenatore fu giustiziato e la squadra venne mandata in un villaggio remoto compreso Chon